# 沃爾多夫 (馬里蘭州)
沃爾多夫（英語：Waldorf）是位於美國馬里蘭州查爾斯縣的一個普查規定居民點。

## 人口
根據2020年美國人口普查的數據，沃爾多夫的面積為94.46平方千米，當中陸地面積為93.87平方千米，而水域面積為0.59平方千米。當地共有人口81410人，而人口密度為每平方千米861.85人。